# Edward Wortley Montagu
Sir Edward Wortley Montagu (ur. 8 lutego 1678, zm. 22 stycznia 1761) – brytyjski dyplomata. Jego żoną była pisarka Lady Mary Wortley Montagu, z domu Pierrepont, córka Evelyna Pierreponta, 1. księcia Kingston-upon-Hull, z którą nawiązał romans i korespondował, a następnie uprowadził z ojcowskiego domu. Ich synem był podróżnik i pisarz Edward Wortley Montagu (1713-1776).
Jego ojcem był Sidney Wortley Montagu, a dziadkiem Edward Montagu, 1. hrabia Sandwich.
Edward Wortley Montagu ukończył Cambridge i został prawnikiem. Został jednym z najważniejszych liderów jakich mieli wigowie, przed dojściem do władzy Roberta Walpole'a (1721).
W latach 1716–1718 ambasador brytyjski w Konstantynopolu. Sprawując tę funkcję pośredniczył w negocjacjach pokojowych między Imperium Osmańskim a Austrią. Po powrocie z Turcji, nie był już tak cenionym wśród wigów.
Od 1705 do 1761 był nieustannie posłem parlamentu, choć startował z czterech różnych okręgów po kolei.